# Stortorget (Stockholm)
 For alternative betydninger, se Stortorget. (Se også artikler, som begynder med Stortorget)
Stortorget er et torv, der ligger i Gamla stan i Stockholm. Det er byens ældste torv, og har fra anlæggelsen været det centrale punkt, som byen er vokset op omkring. Fra 1300- til 1700-tallet lå byens Rådstuga (rådhus) ved Stortorget. I 1575 blev Sveriges første apotek åbnet af apotekeren Anthonius Busenius på Stortorget. Stortorgets julmarknad er et julemarked der arrangeres på torvet en gang årligt. Fra 2001 findes Nobelmuseet i det gamle Börshuset.
På torvet ligger Stortorgsbrunnen, der er tegnet af den svenske arkitekt Erik Palmstedt i 1778.